# Малавський султанат

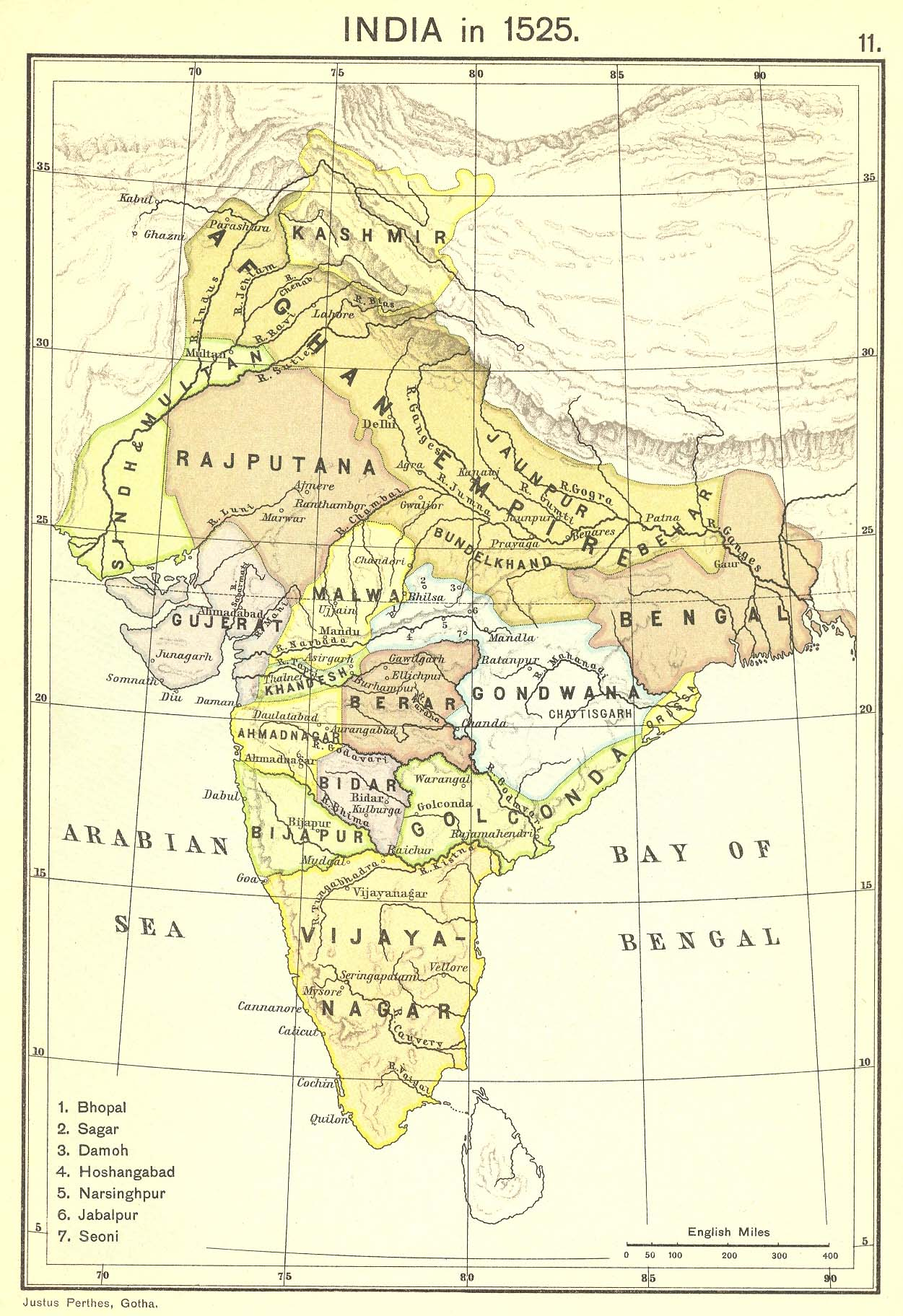

Малавський султанат (1401 —1562 роки) — держава в Індії зі столицею в Манду, яка утворилася після розвалу Делійського султанату. Протягом свого існування султанат вів боротьбу з раджпутами, Гуджаратським та Бахманідським султанатами. Був захоплений падишахом Акбаром з династії Великих Моголів.

## Історія
Засновником султанату став Ділавар-хан з роду Гурі. У 1392 році він отримав посаду маліка (намісника) Малави (Малви) від делійського султана Мухамад-шаха з династії Туґлак. Незабаром Ділавар-хан отримав фактичну незалежність від Делі. Остаточно вона оформилася у 1401 році. Водночас Делавар-хан приймає ім'я Амід-шах. Тоді з столиця султанату переноситься з Дхару до Манду. За часи династії Гурі султанат вів тривалі війни майже із усіма своїми сусідами, втім вони не мали значного результату.
За часів династії Хілджі Малавський султанат пережив суттєве піднесення. В цей час ведуться успішні війни з Гуджаратом, Бахмані, раджпутами Читора та Мевара, розширюються володіння у Декані. За часів цієї династії столиця переноситься до Удджайну. Напочатку XVI ст. султанат слабшає внаслідок внутрішніх проблем й, головне, неможливості протидіяти зовнішній загрозі. Ще у 1527 році сюди вдерся Бабур, проте не залишився надовго. У 1531—1537 роках входить до складу Гуджаратського султанату. Наступним завойовником був Хумаюн. але він надовго не затримався у Малві. У 1540 малавський султани визнали себе данниками Шер-шаха Сурі. Остаточно ліквідовано військами падишаха Акбара у 1562 році.

## Культура
За часів малавських султанів розвиток набули як мусульманське, так й індуське мистецтво. Звичайно султани підтримували зведення мечетей, медресе. Водночас здебільшого не чинили препон у будівництві індуїстських храмів. Більшість ісламських будов зводилася у столицях держави, перш за все в Манду: Камаль-Маула-Масджид, Лал-Масджид, Ділавар-хан-Масджид.
Набула розвиток мініатюра. Найцікавішими є ілюстрації Кальпа-сутри (трактат про джайністських тіртханкарів) у 1439 році, Німат-нама (трактат з мистецтва, кулінарії) — у 1499—1500 роки, словник рідкусних слів — 1502 році.

## Султани

### Династія Гурі
- Амід-шах (1401—1406)
- Хусан-уд-дін Хошан-шах (1406—1432)
- Тадж-уд-дін Мухаммад-шах (1432—1436)
- Масуд Хан (1436)

### Династія Хілджі
- Алауддін Махмуд-шах (1436—1469)
- Гійяс-уд-дін-шах (1469—1500)
- Насир-уд-дін-шах (1500—1510)
- Шихаб-уд-дін Махмуд-шах (1510—1531)
- У 1531—1537 роках захоплено спочатку Гуджаратом, потім Великими Моголами.
- Кадір-шах (1537—1542)
- Шуджаат-хан (1542—1555)
- Баз-Бахадур-шах (1555—1562)